# Rohrleitungsbau

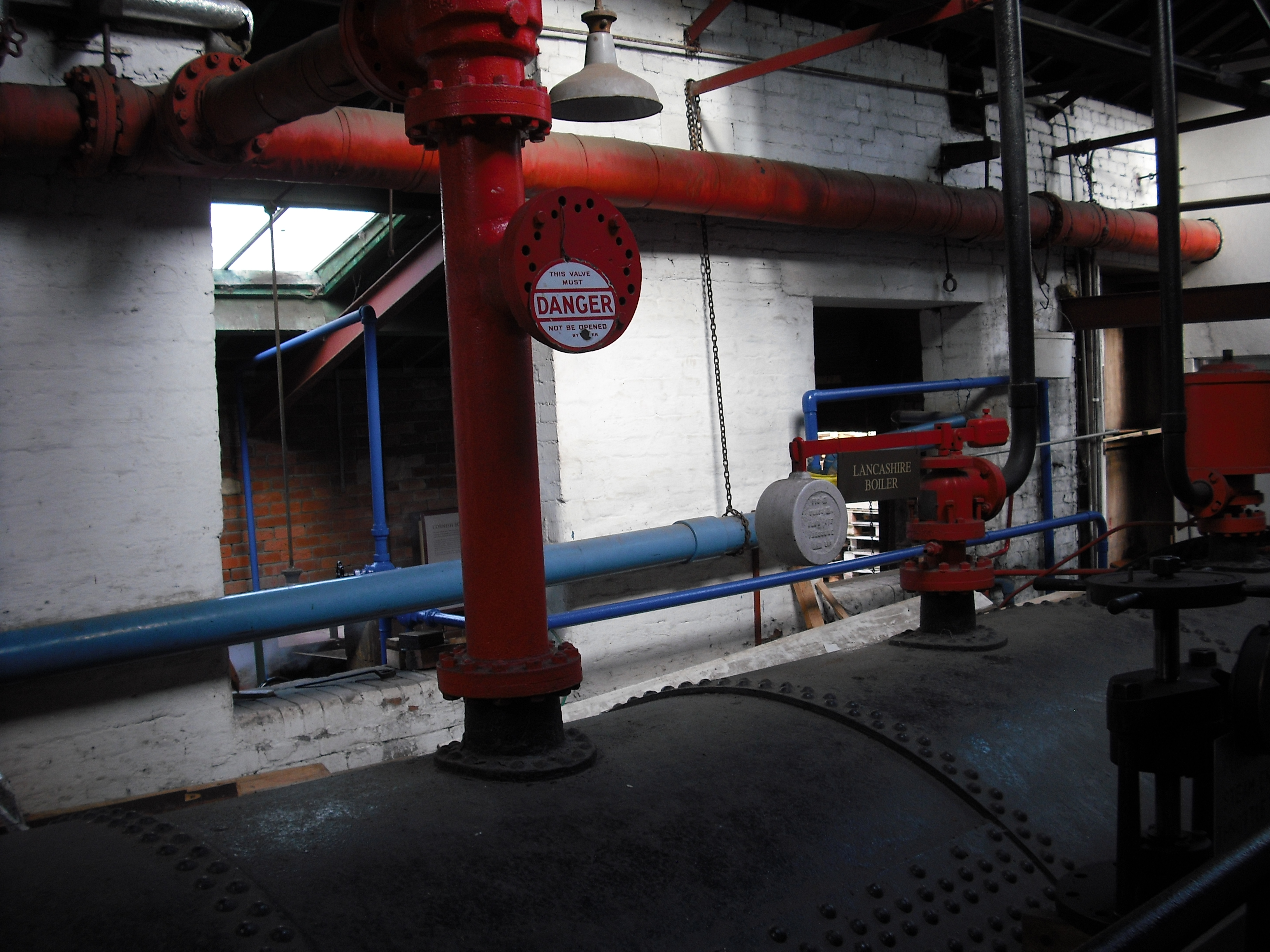
Dampfrohrleitungen eines Heizkessels

Unter Rohrleitungsbau versteht man den Bau von Rohrleitungen aller Art, für den Transport von Wasser, Abwässern, der verschiedensten Gase, für verschiedene Flüssigkeiten (Pipeline) und für die Fernwärmeversorgung. Typische Auftraggeber des Rohrleitungsbaues sind Kommunen, Versorgungsunternehmen, die chemische Industrie und der Anlagenbau.
Rohrleitungen können unterirdisch oder oberirdisch verlegt sein. In Chemieunternehmen und beim Anlagenbau werden die Rohre meistens auf Rohrbrücken verlegt. Für die Wasserver- und -entsorgung, beim Pipelinebau und für die Fernwärmeversorgung erfolgt die Rohrverlegung meist unter der Erde, entweder erdverlegt oder in begehbaren Bauwerken. Der Bau selbst erfolgt in offener oder grabenlos in geschlossener Bauweise.